# Chlorochaeta tangens
Chlorochaeta tangens är en fjärilsart som beskrevs av Hartwieg 1951. Chlorochaeta tangens ingår i släktet Chlorochaeta och familjen mätare. Inga underarter finns listade i Catalogue of Life.